# Luís António de Basto Barém
Luís António de Basto Barém (Baharem na ortografia setecentista) foi um fidalgo português do século XVIII, que seria capitão do donatário da Praia, ilha Terceira, de 1715 a 1735.

## Vida
Luís era filho de António Basto Pereira. Pelo serviços de seu pai, foi agraciado com a mercê à comenda de Nossa Senhora da Assunção, na ilha de Santa Maria, datada de 8 de setembro de 1710. Em 29 de setembro de 1715, recebeu a jurisdição, com as mesmas rendas e privilégios de Brás de Ornelas da Câmara, sobre a Praia, na ilha Terceira, como capitão do donatário. Nunca assumiria a posição, contudo, e acabou recebendo uma renda anual de duas vidas até falecer em 1735, quando a posse da Praia foi vertida à coroa por sentença de 21 de maio de 1735. Em 1729, arrendou sua comenda em Nossa Senhora da Assunção, no valor de 400 mil reis anuais por cinco anos, aos capitães-mores da ilha. Diferente da Praia, esta seria legada a seus descendentes, por mercê de José I (r. 1750–1777). Ao longo de sua carreira, serviu como capitão de cavalos, fidalgo com exercício no Paço, alcaide-mor da vila de Linhares e governador-coronel do Forte de Santo António da Barra, em Cascais. Casou, em 26 de setembro de 1730, com Violante de Portugal, da nobre família do conde das Galveias, e com ela gerou uma descendente, que se casou com João de Lencastre, Conde da Lousã.